# Osoveț, Bobrovîțea
Osoveț (în ucraineană Осовець) este un sat în comuna Șceasnivka din raionul Bobrovîțea, regiunea Cernihiv, Ucraina.

## Demografie
Componența lingvistică a localității Osoveț
     Ucraineană (98,33%)
     Rusă (1,33%)
     Alte limbi (0,33%)
Conform recensământului din 2001, majoritatea populației localității Osoveț era vorbitoare de ucraineană (98,33%), existând în minoritate și vorbitori de rusă (1,33%).